# Хаггард, Мерл

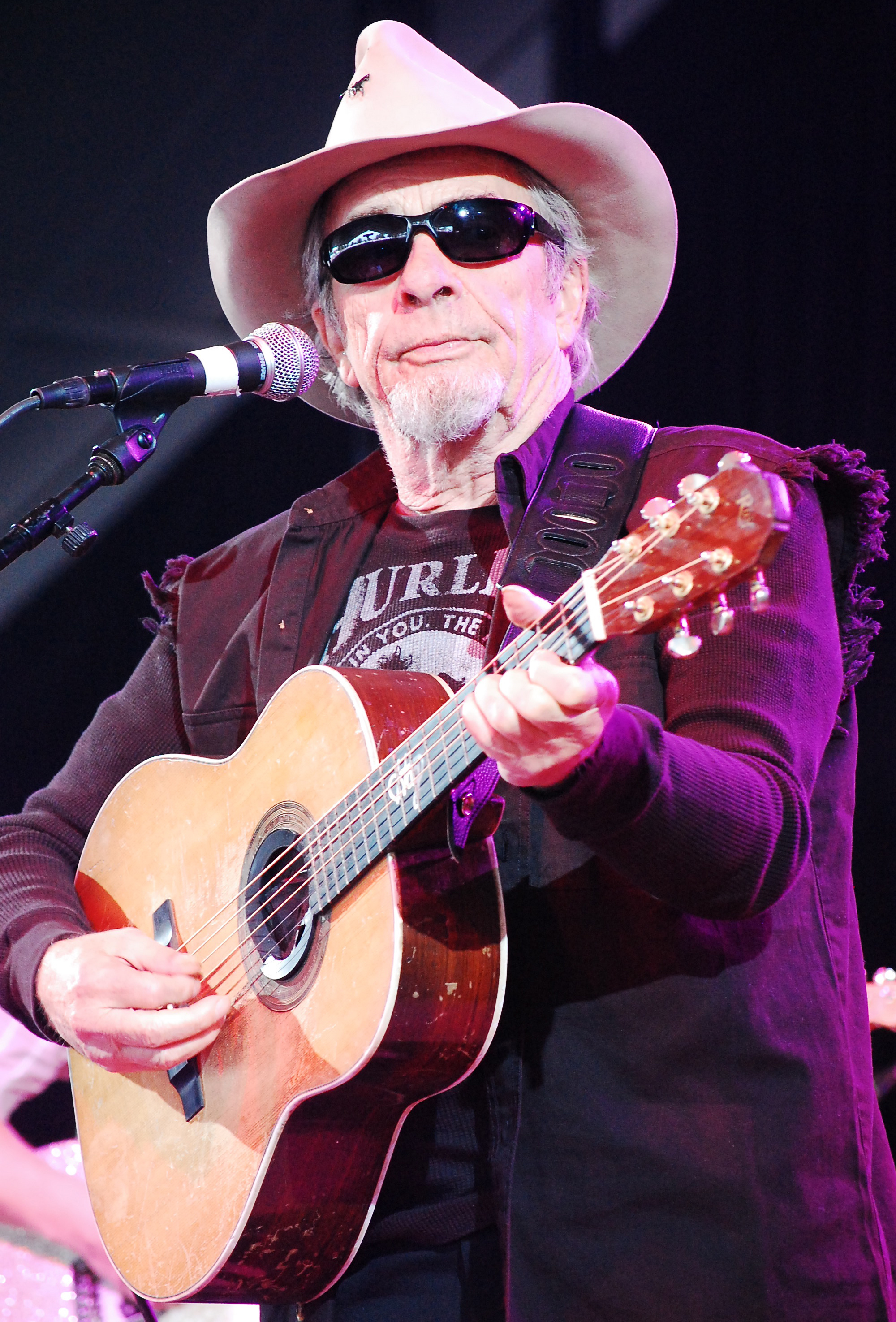
Хаггард выступает в июне 2009 года (в возрасте 72 лет).

Мерл Ро́нальд Ха́ггард (англ. Merle Ronald Haggard; 6 апреля 1937 — 6 апреля 2016) — американский певец, композитор и легенда жанра кантри. Первый успех пришёл к нему в 1964 году. Более резкий стиль Хаггарда противопоставлялся отполированному нэшвилльскому звучанию, доминировавшему в кантри в то время. К началу 1970-х Мерл Хаггард стал одной из ключевых фигур так называемого движения «кантри вне закона». 38 синглов Хаггарда заняли первое место в чарте Hot Country Songs журнала Billboard, в том числе «Mama Tried» (1968), «Okie from Muskogee» (1969) и другие. Лауреат премии Грэмми и множества кантри-наград. Внесён в несколько залов музыкальной славы: Nashville Songwriters Hall of Fame (1977), Зал славы кантри (Country Music Hall of Fame, 1994) и Oklahoma Music Hall of Fame (1997).

## Личная жизнь
Хаггард был женат пять раз, впервые на Леоне Хоббс в 1956—1964 годах. У пары родилось четверо детей: Дана, Марти, Келли и Ноэль.Вскоре после развода с Хоббс, в 1965 году Хаггард женился на певице Бонни Оуэнс, бывшей супруге известного кантри-певца Бака Оуэнса и успешной кантри-исполнительнице своего времени. Они вместе сочиняли и пели песни и совместно растили детей от первого брака. Они развелись в 1978 году, но продолжали оставаться друзьями и совместно выступать вплоть до её смерти в 2006 году.
В 1978 году Хаггард женился на кантри-певице Леоне Уилльямс; они развелись в 1983 году. В 1985 году Хаггард женился на Дебби Паррет; они развелись в 1991 году.11 сентября 1993 года женился на своей пятой супруге Терезе Лейн. У них родилось двое детей: Дженесса и Бен.
Умер в свой 79-й день рождения 6 апреля 2016 на своём ранчо в Северной Калифорнии от последствий пневмонии.

## Список кантри-хитов № 1
Хаггард имел за всю карьеру 38 хитов на позиции № 1 в кантри-чарте США (Hot Country Songs журнала Billboard (синглы «If We’re Not Back in Love by Monday» и «I’m Always on a Mountain When I Fall» достигли № 2).
1. «I’m a Lonesome Fugitive[англ.]» (1966)
2. «Branded Man (song)[англ.]» (1967)
3. «Sing Me Back Home[англ.]» (1968)
4. «The Legend of Bonnie and Clyde[англ.]» (1968)
5. «Mama Tried[англ.]» (1968)
6. «Hungry Eyes[англ.]» (1969)
7. «Workin' Man Blues» (1969)
8. «Okie from Muskogee[англ.]» (1969)
9. «The Fightin' Side of Me» (1970)
10. «Daddy Frank[англ.]» (1971)
11. «Carolyn[англ.]» (1971)
12. «Grandma Harp» (1972)
13. «It’s Not Love (But It’s Not Bad)[англ.]» (1972)
14. «I Wonder If They Ever Think of Me» (1972)
15. «Everybody's Had the Blues» (1973)
16. «If We Make It Through December» (1973)
17. «Things Aren't Funny Anymore» (1974)
18. «Old Man from the Mountain» (1974)
19. «Kentucky Gambler» (1974)
20. «Always Wanting You» (1975)
21. «Movin' On[англ.]» (1975)
22. «It’s All in the Movies[англ.]» (1975)
23. «The Roots of My Raising[англ.]» (1975)
24. «Cherokee Maiden» (1976)
25. «Bar Room Buddies» (вместе с Clint Eastwood) (1980)
26. «I Think I'll Just Stay Here and Drink» (1980)
27. «My Favorite Memory» (1981)
28. «Big City[англ.]» (1981)
29. «Yesterday’s Wine[англ.]» (вместе с George Jones) (1982)
30. «Going Where the Lonely Go[англ.]» (1982)
31. «You Take Me for Granted» (1982)
32. «Pancho and Lefty» (with Willie Nelson) (1983)
33. «That’s the Way Love Goes (песня Джонни Родригеса)» (1983)
34. «Someday When Things Are Good» (1984)
35. «Let's Chase Each Other Around the Room» (1984)
36. «A Place to Fall Apart» (вместе с Janie Frickie) (1984)
37. «Natural High[англ.]» (1985)
38. «Twinkle, Twinkle Lucky Star» (1987)